# Keith Bogans
Keith Ramon Bogans (ur. 12 maja 1980 w Waszyngtonie) – amerykański zawodowy koszykarz, występujący na pozycjach rzucającego obrońcy lub niskiego skrzydłowego, po zakończeniu kariery zawodniczek trener koszykarski.
W 1999 wystąpił w meczu gwiazd amerykańskich szkół średnich - McDonald’s All-American.
Karierę rozpoczął w 1999, trafiając na uniwersytet Kentucky. Po ukończeniu studiów zgłosił się do draftu NBA, w którym został wybrany z 43 numerem przez Milwaukee Bucks. W dzień draftu został jeszcze oddany do Orlando Magic. Po spędzeniu sezonu w barwach ekipy z Florydy trafił do Charlotte Bobcats. W Północnej Karolinie spędził dwa lata, po czym wymieniono go do Houston Rockets. Latem 2006 roku został wolnym agentem i drugi raz podpisał kontrakt z Magic. Po trzech latach trafił do Milwaukee Bucks, przez które został wybrany w drafcie. Następnie przez sezon grał w San Antonio Spurs. Podczas letniej przerwy międzysezonowej 2010 podpisał kontrakt z Chicago Bulls, z którymi w 2011 roku dotarł do finału konferencji, gdzie jednak ulegli Miami Heat.

## Osiągnięcia
Na podstawie, o ile nie zaznaczono inaczej
NCAA
- Uczestnik rozgrywek:
  - Elite 8 turnieju NCAA (2003)
  - Sweet 16 turnieju NCAA (2001–2003)
  - turnieju NCAA (2000–2003)
- Mistrz:
  - turnieju konferencji Southeastern (SEC – 2001, 2003)
  - sezonu regularnego SEC (2000, 2001, 2003)
- Koszykarz roku SEC (2003)[14]
- MVP turnieju SEC (2003)[15]
- Zaliczony do: 
  - I składu:
    - SEC (2003)
    - najlepszych pierwszorocznych zawodników SEC (2000)
    - turnieju:
      - SEC (2001, 2003)
      - Coaches vs. Classic (2001)
      - Maui Invitational (2003)

  - II składu:
    - All-American (2003 przez NABC)
    - SEC (2001)

  - III składu All-American (2003 przez Associated Press, Sporting News)